# Saint-Benin-des-Bois
Saint-Benin-des-Bois település Franciaországban, Nièvre megyében. Lakosainak száma 193 fő (2022. január 1.). Saint-Benin-des-Bois Lurcy-le-Bourg, Saint-Sulpice, Bona, Nolay és Sainte-Marie községekkel határos.

## Népesség
A település népessége az elmúlt években az alábbi módon változott:
| Lakosok száma | 173  | 170  | 176  | 168  | 167  | 166  | 175  | 184  | 193  |
|               | 2013 | 2015 | 2016 | 2017 | 2018 | 2019 | 2020 | 2021 | 2022 |